# Консейсан-ду-Канинде
Консейсан-ду-Канинде (порт. Conceição do Canindé) — муниципалитет в Бразилии, входит в штат Пиауи. Составная часть мезорегиона Юго-восток штата Пиауи. Входит в экономико-статистический микрорегион Алту-Медиу-Канинде. Население составляет 4475 человек на 2010 год. Занимает площадь 831,412 км². Плотность населения — 5,38 чел./км².

## Демография
Согласно сведениям, собранным в ходе переписи 2010 г. Национальным институтом географии и статистики (IBGE), население муниципалитета составляет:
| Полное население                               | Полное население                               | Полное население                               | Полное население                               | 4475  |
| ---------------------------------------------- | ---------------------------------------------- | ---------------------------------------------- | ---------------------------------------------- | ----- |
| в том числе:                                   | Городское население                            | 2363                                           | Процент городского населения, %                | 52,80 |
|                                                | Сельское население                             | 2112                                           | Процент сельского населения, %                 | 47,20 |
|                                                | Мужское население                              | 2247                                           | Процент мужского населения, %                  | 50,21 |
|                                                | Женское население                              | 2228                                           | Процент женского населения, %                  | 49,79 |
| Плотность населения, чел/км²                   | Плотность населения, чел/км²                   | Плотность населения, чел/км²                   | Плотность населения, чел/км²                   | 5,38  |
| Население муниципалитета в % к населению штата | Население муниципалитета в % к населению штата | Население муниципалитета в % к населению штата | Население муниципалитета в % к населению штата | 0,14  |

По данным оценки 2016 года, население муниципалитета составляет 4536 жителей.

## История
Город основан в 1954 году.

## Статистика
- Валовой внутренний продукт на 2003 год составляет 12 816 700,00 реалов (данные: Бразильский институт географии и статистики).
- Валовой внутренний продукт на душу населения на 2003 год составляет 2436,64 реалов (данные: Бразильский институт географии и статистики).
- Индекс развития человеческого потенциала на 2000 год составляет 0,565 (данные: Программа развития ООН).